# Canton de Bagnoles de l'Orne Normandie
Le canton de Bagnoles de l'Orne Normandie, précédemment appelé canton de Bagnoles-de-l'Orne, est une circonscription électorale française du département de l'Orne créée par le décret du 25 février 2014 et entrée en vigueur lors des premières élections départementales suivant la publication du décret.

## Histoire
Un nouveau découpage territorial de l'Orne entre en vigueur à l'occasion des élections départementales de 2015. Il est défini par le décret du 25 février 2014, en application des lois du 17 mai 2013 (loi organique 2013-402 et loi 2013-403). Les conseillers départementaux sont, à compter de ces élections, élus au scrutin majoritaire binominal mixte. Les électeurs de chaque canton élisent au Conseil départemental, nouvelle appellation du Conseil général, deux membres de sexe différent, qui se présentent en binôme de candidats. Les conseillers départementaux sont élus pour 6 ans au scrutin binominal majoritaire à deux tours, l'accès au second tour nécessitant 12,5 % des inscrits au 1er tour. En outre la totalité des conseillers départementaux est renouvelée. Ce nouveau mode de scrutin nécessite un redécoupage des cantons dont le nombre est divisé par deux avec arrondi à l'unité impaire supérieure si ce nombre n'est pas entier impair, assorti de conditions de seuils minimaux. Dans l'Orne, le nombre de cantons passe ainsi de 40 à 21.
Le nouveau canton de Bagnoles-de-l'Orne est formé de communes des anciens cantons de Juvigny-sous-Andaine (13 communes), de Domfront (1 commune), de La Ferté-Macé (1 commune) et de Passais (8 communes). Il est entièrement inclus dans l'arrondissement d'Alençon. Le bureau centralisateur est situé à Bagnoles-de-l'Orne.
À la suite du décret du 5 mars 2020, le canton prend le nom de son bureau centralisateur, Bagnoles de l'Orne Normandie.

## Représentation
| Période élective | Période élective | Mandat | Mandat   | Identité                                    | Nuance | Nuance | Qualité |
| ---------------- | ---------------- | ------ | -------- | ------------------------------------------- | ------ | ------ | --- |
| 2015             | 2021             | 2015   | 2021     | Jean-Pierre Blouet                          |        | UDI    | Directeur hospitalier en retraite, Maire de Bagnoles-de-l'Orne (2011 → 2015) Conseiller général de de Juvigny-sous-Andaine (1992 → 2015), Président de la commission des affaires sociales et de l'habitat |
| 2015             | 2021             | 2015   | 2021     | Marie-Thérèse de Vallambras (Morte en 2023) |        | LR     | Retraitée de l'enseignement, maire adjointe de Passais (2014 → 2020) |
| 2021             | 2028             | 2021   | en cours | Olivier Petitjean                           |        | DVD    | Huissier de justice, Président de l'office de tourisme de l'Orne et de la Normandie Maire de Bagnoles de l'Orne Normandie (2016 → )                                                                        |
| 2021             | 2028             | 2021   | en cours | Sylvie Serais                               |        | DVD    | Secrétaire, maire déléguée de Sept-Forges |

### Résultats détaillés

#### Élections de mars 2015
À l'issue du 1er tour des élections départementales de 2015, deux binômes sont en ballottage : Jean-Pierre Blouet et Marie-Thérèse de Vallambras (Union de la Droite, 40,14 %) et Josette Chevreau et Jean-Pierre Robert (FN, 21,99 %). Le taux de participation est de 53,77 % (5 319 votants sur 9 892 inscrits) contre 54,04 % au niveau départemental et 50,17 % au niveau national.
Au second tour, Jean-Pierre Blouet et Marie-Thérèse de Vallambras (Union de la Droite) sont élus avec 70,36 % des suffrages exprimés et un taux de participation de 53,28 % (3 293 voix pour 5 270 votants et 9 892 inscrits).

#### Élections de juin 2021
Le premier tour des élections départementales de 2021 est marqué par un très faible taux de participation (33,26 % au niveau national). Dans le canton de Bagnoles de l'Orne Normandie, ce taux de participation est de 32,34 % (3 122 votants sur 9 655 inscrits) contre 34,53 % au niveau départemental. À l'issue de ce premier tour, deux binômes sont en ballottage : Olivier Petitjean et Sylvie Serais (DVD, 77,66 %) et Rodolphe Duclos et Françoise Toutain (RN, 22,34 %).
Le second tour des élections est marqué une nouvelle fois par une abstention massive équivalente au premier tour. Les taux de participation sont de 34,36 % au niveau national, 34,27 % dans le département et 30,62 % dans le canton de Bagnoles de l'Orne Normandie. Olivier Petitjean et Sylvie Serais (DVD) sont élus avec 79,96 % des suffrages exprimés (2 147 voix pour 2 956 votants et 9 653 inscrits),,.

## Composition
Lors du redécoupage de 2014, le canton de Bagnoles-de-l'Orne comprenait vingt-trois communes entières.
À la suite de la création au 1er janvier 2016 des communes nouvelles de Juvigny Val d'Andaine, Passais Villages, Rives d'Andaine et Bagnoles de l'Orne Normandie et au décret du 5 mars 2020 rattachant entièrement cette dernière au canton de Bagnoles de l'Orne Normandie, le canton regroupe désormais douze communes entières.
| Nom                                                  | Code Insee | Intercommunalité   | Superficie (km2) | Population (dernière pop. légale) | Densité (hab./km2) | Modifier                                    |
| ---------------------------------------------------- | ---------- | ------------------ | ---------------- | --------------------------------- | ------------------ | ------------------------------------------- |
| Bagnoles de l'Orne Normandie (bureau centralisateur) | 61483      | CC Andaine-Passais | 15,70            | 2 698 (2022)                      | 172                | modifier les données · modifier les données |
| Ceaucé                                               | 61075      | CC Andaine-Passais | 41,52            | 1 164 (2022)                      | 28                 | modifier les données · modifier les données |
| Juvigny Val d'Andaine                                | 61211      | CC Andaine-Passais | 79,62            | 2 104 (2022)                      | 26                 | modifier les données · modifier les données |
| Mantilly                                             | 61248      | CC Andaine-Passais | 28,70            | 511 (2022)                        | 18                 | modifier les données · modifier les données |
| Passais Villages                                     | 61324      | CC Andaine-Passais | 42,36            | 1 159 (2022)                      | 27                 | modifier les données · modifier les données |
| Perrou                                               | 61326      | CC Andaine-Passais | 4,34             | 325 (2022)                        | 75                 | modifier les données · modifier les données |
| Rives d'Andaine                                      | 61096      | CC Andaine-Passais | 37,14            | 2 867 (2022)                      | 77                 | modifier les données · modifier les données |
| Saint-Fraimbault                                     | 61387      | CC Andaine-Passais | 28,59            | 542 (2022)                        | 19                 | modifier les données · modifier les données |
| Saint-Mars-d'Égrenne                                 | 61421      | CC Andaine-Passais | 25,06            | 640 (2022)                        | 26                 | modifier les données · modifier les données |
| Saint-Roch-sur-Égrenne                               | 61452      | CC Andaine-Passais | 12,29            | 150 (2022)                        | 12                 | modifier les données · modifier les données |
| Tessé-Froulay                                        | 61482      | CC Andaine-Passais | 5,24             | 377 (2022)                        | 72                 | modifier les données · modifier les données |
| Torchamp                                             | 61487      | CC Andaine-Passais | 14,69            | 300 (2022)                        | 20                 | modifier les données · modifier les données |
| Canton de Bagnoles de l'Orne Normandie               | 6107       |                    | 335,25           | 12 837 (2022)                     | 38                 | modifier les données                        |

## Démographie
En 2022, le canton comptait 12 837 habitants, en évolution de −0,47 % par rapport à 2016 (Orne : −3,21 %, France hors Mayotte : +2,11 %).
| 2013   | 2018   | 2022   |
| ------ | ------ | ------ |
| 13 081 | 12 875 | 12 837 |